# Paolo Ballesteros
Paolo Elito Macapagal Ballesteros IV (né le 29 novembre 1982) est un acteur, animateur de télévision, mannequin et imitateur philippin.

## Biographie
Ballesteros est le petit fils du peintre philippin Fernando Amorsolo et le neveu d'Eula Valdez.
Il est apparu dans des films et plusieurs émissions de télévision, et il est l'un des co-animateurs de l'émission quotidienne Eat Bulaga! depuis 2001.
Depuis 2022, il anime la version philippine de Drag Race.

## Récompenses
| Récompenses | Récompenses                                                        | Récompenses                                   | Récompenses                                                              |
| Année       | Cérémonie                                                          | Rôle                                          | Prix                                                                     |
| ----------- | ------------------------------------------------------------------ | --------------------------------------------- | ------------------------------------------------------------------------ |
| 2002        | 16e Prix PMPC Star pour la télévision                              | Papa Di Do Du                                 | Meilleure nouvelle personnalité TV masculine                             |
| 2015        | Walk of Fame d'Eastwood City                                       | Lui-même                                      | Intronisé au Walk of Fame Star                                           |
| 2016        | Prix du choix des étudiants USTv                                   | Eat Bulaga! : Kalyeserye (avec Jose & Wally ) | Reconnaissance spéciale pour les médias sociaux                          |
| 2016        | 47e GMMSF Box-Office Entertainment Awards                          | Lui-meme avec Jose & Wally                    | Prix d'excellence Bert Marcelo pour l'ensemble de ses réalisations       |
| 2016        | Platinum Stallion Media Awards                                     | Eat Bulaga! : Kalyeserye                      | Trinitian Awardee pour un personnage de télévision                       |
| 2016        | 29e Festival International du Film de Tokyo                        | Die Beautiful                                 | Meilleur acteur                                                          |
| 2016        | 21e Festival International du Film du Kerala                       | Die Beautiful                                 | Prix spécial du jury pour une performance exceptionnelle                 |
| 2016        | 42e Festival du film de Metro Manila                               | Die Beautiful                                 | Meilleur acteur ,                                                        |
| 2017        | Conseil de développement des films des Philippines                 | Die Beautiful                                 | Prix de l'ambassadeur du cinéma                                          |
| 2017        | Gawad ANAK                                                         | Lui-même                                      | Ang Natatanging Anak Kabanatuan                                          |
| 2017        | 15e Prix Gawad Tanglaw                                             | Die Beautiful                                 | Meilleur acteur                                                          |
| 2017        | Guilde des éducateurs, des mentors et des étudiants                | Die Beautiful                                 | Meilleur acteur                                                          |
| 2017        | Prix Gawad Bedista                                                 | Die Beautiful                                 | Acteur de l'année pour le cinéma                                         |
| 2017        | 9e Prix Ani ng Dangal                                              | Die Beautiful                                 | Récipiendaire du prix Dangal                                             |
| 2017        | 48e GMMSF Box-Office Entertainment Awards                          | Die Beautiful                                 | Réalisation mondiale par un artiste philippin (meilleur acteur de Tokyo) |
| 2017        | 1st Eddys Awards (Entertainment Editors 'Choice Awards for Movies) | Die Beautiful                                 | Meilleur acteur                                                          |
| 2017        | 40e Prix Gawad Urian                                               | Die Beautiful                                 | Gawad Urian du meilleur acteur                                           |
| 2018        | 3e Illumine Innovation Awards for Television                       | Lui-même                                      | Personnalité TV la plus innovante                                        |
| 2018        | 5e Prix des médias Paragala Central Luzon                          | Die Beautiful                                 | Meilleur acteur                                                          |